# Prix Miki Jun
Le prix Miki Jun est un prix annuel décerné par Nikon pour la meilleure photo exposée au salon Nikon par un artiste de moins de 35 ans. Le prix Miki Jun est créé en 1999 par le comité de sélection du Salon Nikon. Il est nommé d'après le photographe documentaire Miki Jun.

## Prix
Le prix consiste en un trophée, Infinity par Asahiko Yamada, d'une valeur de 300 000 ¥ et un Nikon D300s avec objectif zoom. Les gagnants peuvent également organiser une exposition de nouvelles œuvres au salon Nikon de Ginza dans les deux ans qui suivent leur reconnaissance.
Au prix original se sont ajoutés deux prix Miki Jun Inspiration annuels en 2003. Ces prix sont décernés aux œuvres les plus créatives et remarquables exposées durant le 21e calendrier annuel Juna du Salon Nikon.
|    | Année | lauréat           | Titre de la photo                                |
| -- | ----- | ----------------- | ------------------------------------------------ |
| 1  | 1999  | Zenichiro Kohno   | Secret Time                                      |
| 2  | 2000  | Shinobu Suzuki    | And… For This Tender Castration                  |
| 3  | 2001  | Makiko Fujisawa   | Mango y Ritmo                                    |
| 4  | 2002  | Setsuyo Go        | Fireworks Above the Ice                          |
| 5  | 2003  | Ikuyo Ogino       | Directed Tension                                 |
| 6  | 2004  | Tomoe Murakami    | Lines Woven on a Sphere                          |
| 7  | 2005  | Ikuko Tsuchiya    | Images of Trust                                  |
| 8  | 2006  | Naoki Ishikawa    | The Void                                         |
| 9  | 2007  | Yasuto Inamiya    | Shape of the Nation: Highway Landscapes of Japan |
| 10 | 2008  | Yasushi Nishimura | Her Title                                        |
| 11 | 2009  | Gim Eun Ji        | Ether                                            |
| 12 | 2010  | Shingo Kanagawa   | Father                                           |

## Source de la traduction
- (en) Cet article est partiellement ou en totalité issu de l’article de Wikipédia en anglais intitulé « Miki Jun Award » (voir la liste des auteurs).